# HD 108759
HD 108759，又名CD-41 7219，SAO 223471、HR 4755，是一颗恒星，视星等为6.02，位于銀經298.64，銀緯20.96，其B1900.0坐标为赤經12h 24m 36.4s，赤緯-41° 20.96′ 57″。